# Ataque ao Palácio Presidencial de Havana (1957)
O ataque ao Palácio Presidencial de Havana em 1957 foi uma tentativa frustrada de assassinato do presidente Fulgencio Batista no Palácio Presidencial em Havana, Cuba. O ataque começou por volta das 15h30 do dia 13 de março de 1957, realizado por Menelao Mora, um grupo de membros do Partido Autêntico e o grupo de oposição estudantil Diretório Revolucionário 13 de Março, mas não teve sucesso em seu objetivo de matar Batista. Segundo um dos membros fundadores do grupo, Faure Chomón, eles seguiam a estratégia do golpe arriba (golpe para cima) e buscavam derrubar o governo matando Batista.
No mesmo dia, ocorreu um ataque semelhante na Rádio Relógio do Edifício Radiocentro CMQ. O plano era anunciar a morte de Batista pela Rádio Relógio; porém, este ataque também falhou. Por volta de 50 pessoas morreram e a polícia procedeu a represálias sob um toque de recolher.

## Ataque

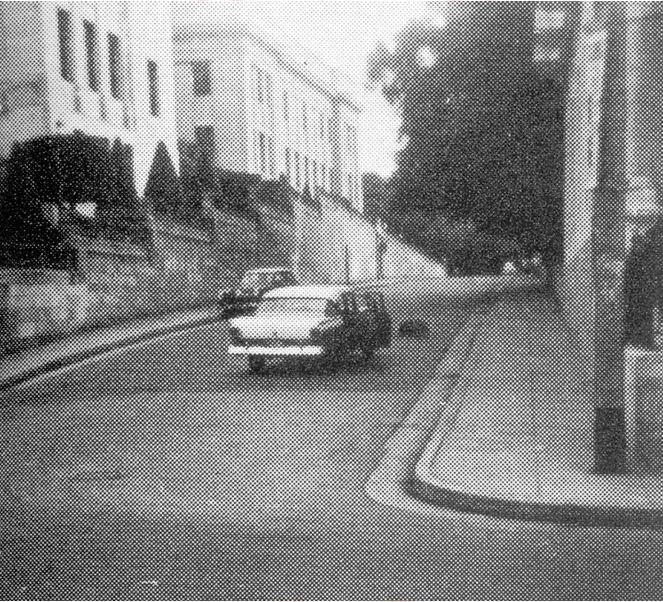
Carro usado por José Antonio Echeverría abandonado na rua após o ataque ao Palácio Presidencial

O plano de ataque, conforme explicou Faure Chomón Mediavilla, era tomar o Palácio Presidencial com um comando de cinquenta homens (participaram 46) e simultaneamente apoiar a operação com cem homens que ocupavam a estação de rádio Radio Reloj no edifício Radiocentro CMQ para anunciar a morte de Batista. O ataque ao palácio resultaria na eliminação de Fulgencio Batista.

### Ataque ao Palácio Presidencial
Às 15h40, a força de ataque principal chegou à entrada principal do Palácio Presidencial em dois sedãs e um caminhão de entrega. Eles estavam armados com fuzis, submetralhadoras, pistolas e granadas. Todos usavam mangas de camisa para identificação, já que ternos ou uniformes eram obrigatórios para as pessoas dentro do palácio.
Doze soldados do governo que guardavam a entrada foram baleados ou dispersos. Dos 46 atacantes, nove conseguiram chegar ao segundo andar da ala leste do palácio, cerca de dez foram abatidos na área aberta em frente ao edifício e o restante ocupou parte do andar térreo. A central telefônica do palácio foi desativada com uma granada.
O escritório de Fulgencio Batista, no terceiro andar, foi invadido por um grupo da força rebelde e dois de seus guardas foram mortos perto de sua mesa. O próprio Batista se retirou para a suíte presidencial no último andar, onde os defensores do palácio se reuniram e atiraram contra os agressores tanto dentro do palácio quanto no pátio abaixo. Nesse momento, reforços militares e policiais chegaram, enquanto tanques foram convocados. Os rebeldes dentro do palácio foram forçados a recuar, alguns sendo mortos na escadaria principal. Apenas três escaparam do edifício.
A força principal de ataque seria apoiada por um grupo de 100 homens armados que ocupariam os edifícios mais altos na área ao redor do Palácio Presidencial (La Tabacalera, o Hotel Sevilla e o Palácio de Belas Artes) e, a partir dessas posições, apoiariam a força principal. Entretanto, essa operação de apoio secundário não foi realizada porque os militantes designados para capturar os edifícios hesitaram e não chegaram.
Os invasores falavam em código para frustrar uma possível infiltração ou a divulgação do ataque em qualquer conversa. Ficou acordado desde o início que eles se refeririam ao palácio como "la casa de los tres kilos" (a casa dos tres quilos). Embora os atacantes tenham chegado ao terceiro andar do palácio, não localizaram e nem feriram Batista.

### Ataque à Rádio Relógio

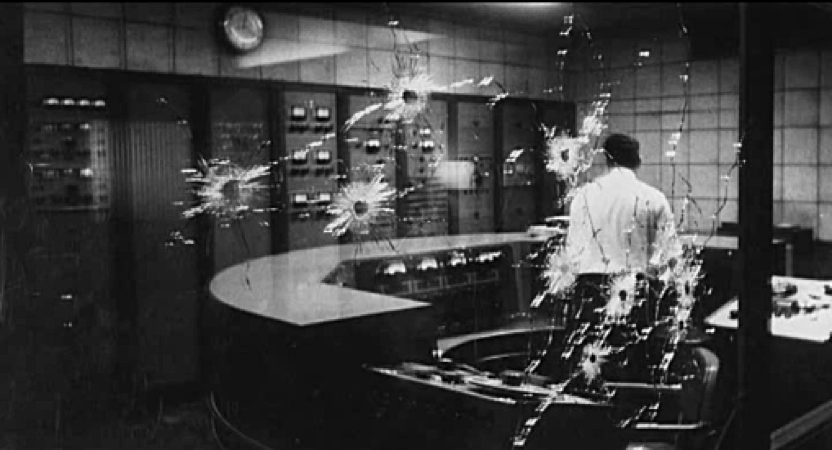
Buracos de bala em vidros do edifício Radiocentro CMQ.

O ataque à Rádio Reloj, localizada no edifício Radiocentro CMQ na rua 23 e L em El Vedado, foi liderado por José Antonio Echeverría que estava acompanhado, entre outros, de Fructuoso Rodríguez, Joe Westbrook, Raúl Diaz-Argüelles e Julio García Olivera. O grupo partiu de um apartamento no subsolo localizado na Calle 19 entre as Calles B e C em direção ao Edifício Radiocentro CMQ em três automóveis, incluindo um caminhão de entrega. Às 15h21 do dia 13 de março de 1957, José Antonio chegou à Rádio Relógio e, após ser anunciado, leu no rádio uma declaração preparada, anunciando a morte de Batista, apesar de tal evento não ter realmente acontecido.
"Povo de Cuba, nestes momentos o ditador Fulgencio Batista acaba de ser revolucionariamente executado. Em sua própria toca do Palácio Presidencial, o povo de Cuba veio para ajustar contas. E somos nós, o Diretório Revolucionário, que em nome da Revolução Cubana demos o tiro de misericórdia a este regime de opróbrio. Cubanos me ouvindo. Ele acaba de ser removido..."

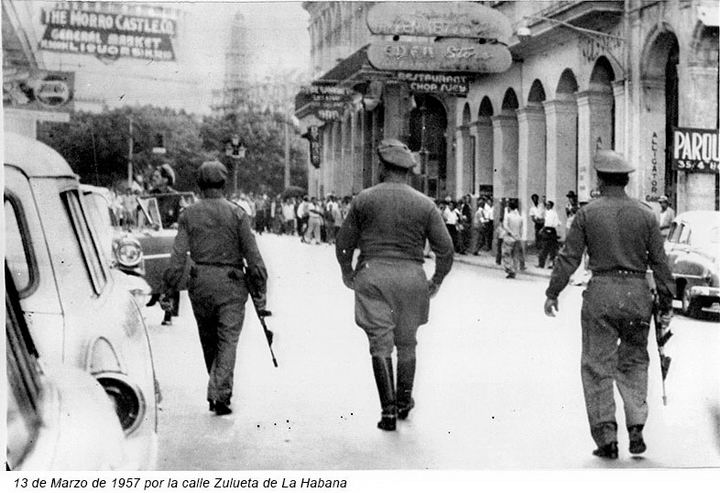
Policiais de Havana armados com armas automáticas após o ataque

A operação falhou, Batista nunca foi morto, e as tropas que guardavam a torre de transmissão da Rádio Relógio em Arroyo Arenas derrubaram a transmissão. José Antonio foi baleado e morto pela polícia na esquina da rua 27 de novembro com a L, quando voltava para a universidade.
Otto Hernández Fernández, o último sobrevivente do ataque à Rádio Reloj, relembrou os acontecimentos:

"Os assaltantes saíram em três carros para a Radio Reloj. Carlos Figueredo viajou como nosso motorista, Fructuoso Rodríguez, José Antonio Echeverría, Joe Westbrook e eu. De acordo com nosso plano, Echeverría era a única que tinha que chegar até a porta do prédio da estação CMQ. Os outros dois tinham a missão de fechar a rua em cada esquina para evitar interrupções. Eles entraram no prédio com autoridade. Enquanto eles subiam até a cabine de transmissão, o motorista se concentrava em impedir que o carro saísse, e eu saí com a metralhadora para garantir o retorno sem contratempos. Cerca de cinco minutos depois, vejo que o porteiro começa a fechar uma grande porta de vidro. Enquanto Figueredo atira duas vezes de seu assento, vou até a entrada do CMQ, aponto (minha arma) para o guarda e digo "não feche, porque se fizer isso eu a abro com balas". Aquele homem ficou paralisado, mas não continuou. Um momento depois, José Antonio e os outros desceram. Eles tinham cortado a transmissão e não terminaram de ler a mensagem. Quando passamos a esquina da Jovellar com a L sentimos a sirene de um carro de polícia atrás de nós. Ali mesmo eu disse ao chinês Figueredo para ficar quieto e deixar a patrulha passar. Bom, ele arrancou como uma bola de fogo e quase bateu de frente no carro da polícia. Com a batida, eu caí no chão, mas lembro como José Antonio teve o impulso de abrir a porta atirando nos policiais. Ainda hoje tenho muito claro na minha memória o homem gordo caindo quase na nossa frente."

## Baixas

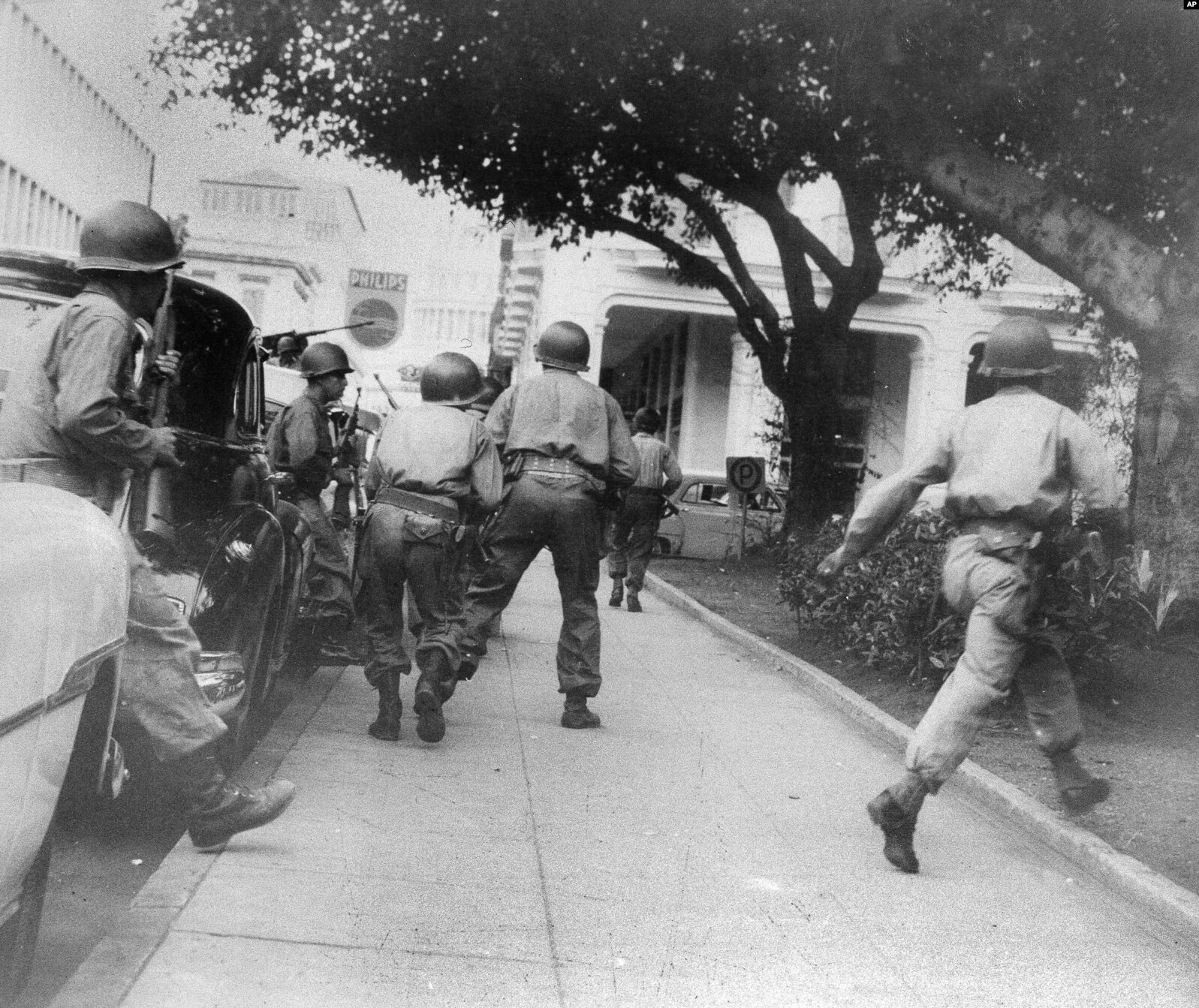
Soldados mobilizados nas cercanias do Palácio Presidencial.

Os 21 militantes da equipe de assalto foram mortos. Quarenta e dois rebeldes participaram do ataque ao palácio; 34 eram do Partido Autêntico e os demais do Diretório Estudantil.

### Mortos no Palácio Presidencial
| Nome                             | Idade | Detalhes                       |
| -------------------------------- | ----- | ------------------------------ |
| Menelao Mora Morales             | 52    |                                |
| Carlos Gutíerrez Menoyo          | 34    | Irmão de Eloy Gutiérrez Menoyo |
| José Luis Gómez Wanggüemert      | 31    |                                |
| José Briñas Garcia               | 26    |                                |
| Ubaldo Diaz Fuentes              | 28    | Conhecido como "Waldo"         |
| Abelardo Rodriguez Mederos       | 30    | Motorista de um dos carros     |
| José Castellanos Valdes          | 35    | Conhecido como "Ventrecha"     |
| Evelio Prieto Guillaume          | 33    |                                |
| Adolfo Delgado                   | 32    |                                |
| Eduardo Panizo Bustos            | 32    |                                |
| Pedro Esperon                    | 45    |                                |
| Reinaldo León Llera              | 39    |                                |
| Norberto Hernández Nodal         | 45    |                                |
| Pedro Nulasco Monzón             | 30    |                                |
| Pedro Tellez Valdes              | 37    |                                |
| Mario Casañas Díaz               | 28    |                                |
| Asterlo Enls Masa de Armas       | 25    |                                |
| Gerardo Medina Candentey         | 45    |                                |
| Carlos Manuel Pérez Domingues    | 45    |                                |
| Angel Salvador González González | 54    |                                |
| Adolfo Raúl Delgado Rodriguez    | 29    |                                |
| Ramón Alraro Betancourt          | 36    |                                |
| Celestino Pacheco                | 50    |                                |
| Eduardo Domingues Aguilar        | 50    |                                |
| Pedro Zayden Rivera              | 25    |                                |
| Luis Felipe Almeida Hernandez    | 35    |                                |
| José Hernández                   |       |                                |
| Salvador Alfaro                  |       |                                |
| Ormani Arenado Llonch            |       |                                |

### Mortos na Rádio Relógio
| Nome                    | Idade | Detalhes |
| ----------------------- | ----- | -------- |
| José Azef               |       |          |
| Aestor Bombino          |       |          |
| José Antonio Echevarria |       |          |
| Otto Hernandez          |       |          |
| Pedro Martinez Brito    |       |          |

### Sobreviventes do ataque

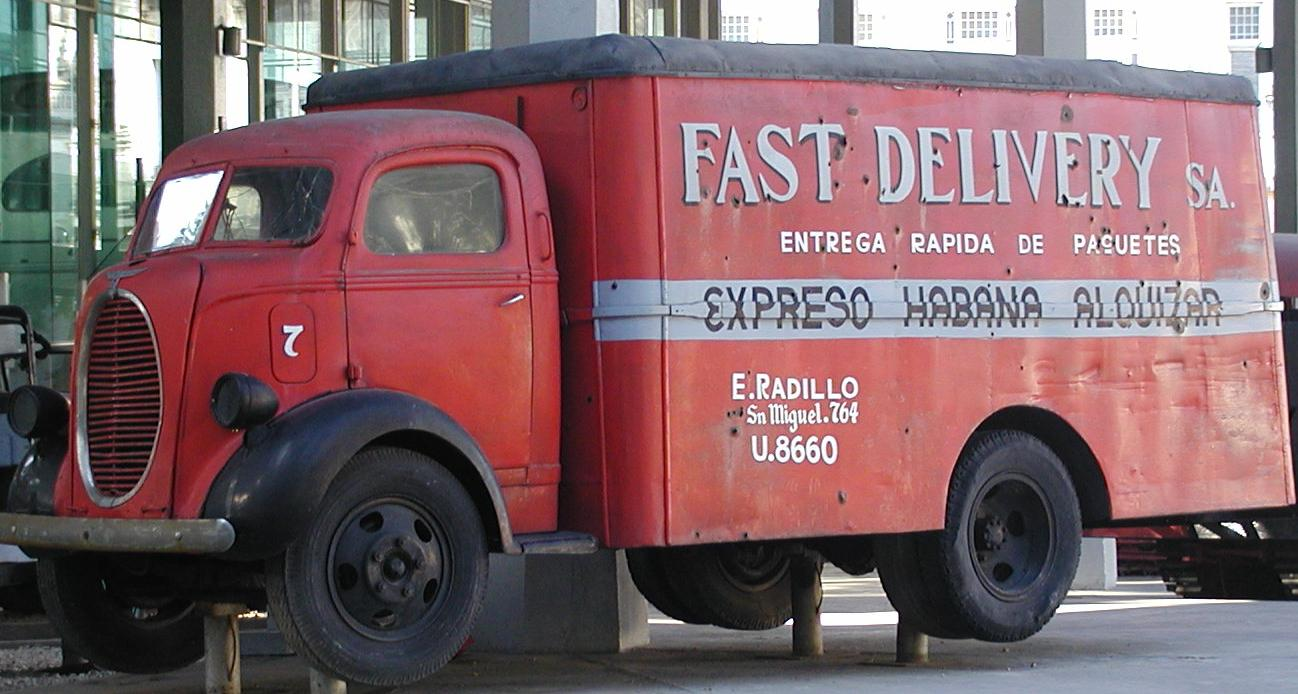
O caminhão de entrega usado pelos atacantes

| Nome                           | Idade | Detalhes                                                                             |
| ------------------------------ | ----- | ------------------------------------------------------------------------------------ |
| Angel Eros                     |       |                                                                                      |
| Amador Silveriño               |       | Motorista do caminhão "Entrega Rápida"                                               |
| Orlando Manrique               |       |                                                                                      |
| Orlando Lamadrid Velazco       |       |                                                                                      |
| Sergio Pereda Velazco          |       |                                                                                      |
| Santiago Aguero                |       |                                                                                      |
| Manuel Toranzo                 |       |                                                                                      |
| Ricardo Olmedo                 | 40    | Ferido durante o ataque; posteriormente fuzilado por tentativa de matar Fidel Castro |
| Faure Chomón                   |       |                                                                                      |
| Antonio Castell Valdes         |       |                                                                                      |
| Juan Gualberto Valdes          |       |                                                                                      |
| José M. Olivera                |       |                                                                                      |
| Marcos Leonel Remigio González |       |                                                                                      |
| Juan José Alfonso Zuñiga       |       |                                                                                      |
| Evelio Álvarez                 |       |                                                                                      |

## Consequências

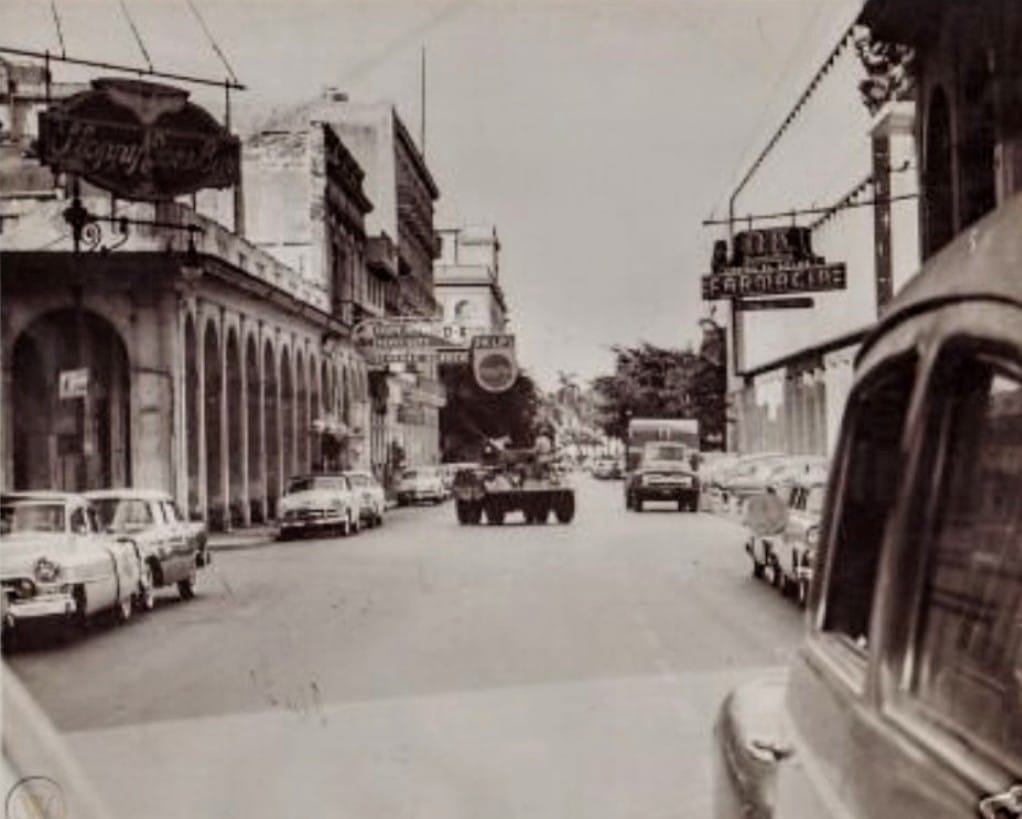
Um M8 Greyhound do exército cubano na Calle Zulueta imediatamente após o ataque ao Palácio Presidencial.

O Tribunal de Urgência de Havana anunciou que haveria um julgamento em 5 de abril de 1957 para os acusados pelos ataques de 13 de março. Dois indivíduos foram presos para serem julgados: Orlando Olmedo Moreno, ferido durante o ataque, e Efrain Alfonso Liriano. Todos os outros envolvidos no ataque escaparam ou foram mortos.

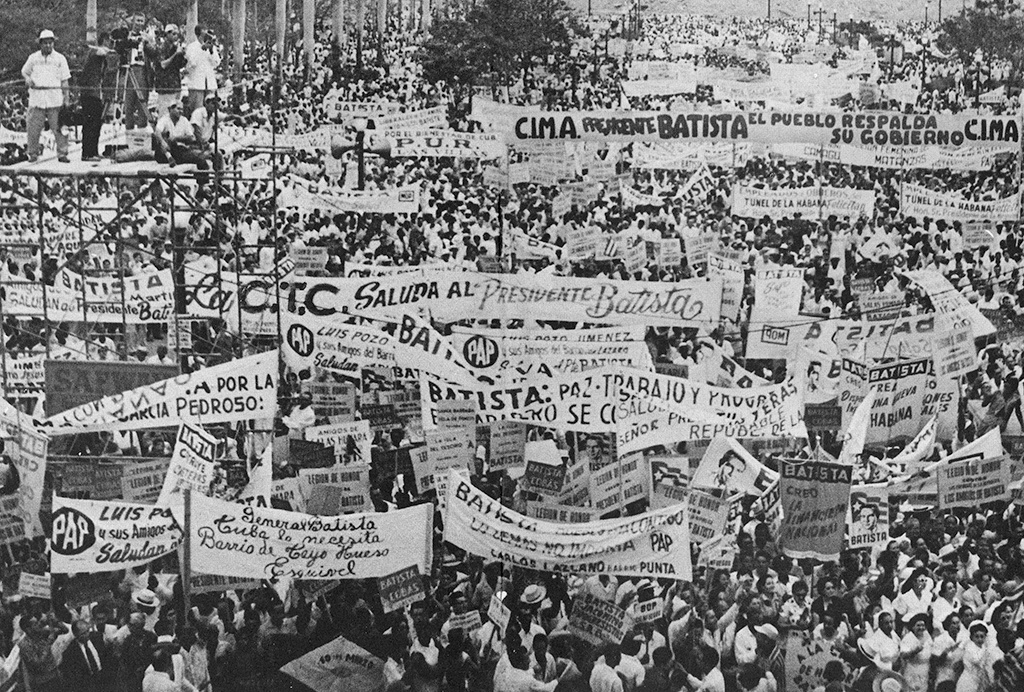
Apoiadores de Fulgencio Batista no ato público de reparação em 7 de abril de 1957

### Ato público de reparação
O ato público de reparação do povo de Havana pelo ataque de 13 de março ao Palácio Presidencial ocorreu em 7 de abril de 1957. Foi relatado que mais de 250.000 pessoas compareceram. Ignorando as ameaças contidas nos panfletos rebeldes, o presidente Fulgencio Batista apareceu na sacada do palácio e falou brevemente.
Por R. Hart Phillips

 Especial para o New York Times. HAVANA, 7 de abril — Milhares de pessoas marcharam até o Palácio Presidencial esta tarde para demonstrar seu apoio ao presidente Fulgencio Batista. Representantes do trabalho, do comércio, da indústria, do governo, de partidos políticos e apoiadores da administração lotaram o parque em frente ao palácio e todas as ruas adjacentes. Cartazes e faixas carregados pelos manifestantes proclamavam a aprovação das políticas do General Batista, seu programa de obras públicas e seus esforços para reprimir as atividades revolucionárias de seus inimigos. Uma grande faixa dizia: "Por Batista, no passado, agora e para sempre". Outra dizia: "Quinhentos moradores americanos da Ilha de Pines têm fé em Batista". A tônica da manifestação foi "Paz". Bandos de pombas brancas foram soltos durante a manifestação para significar uma demanda por paz. Medidas de precaução foram tomadas pelo governo para proteger os manifestantes. Policiais armados com fuzis cercaram o palácio. Em todos os telhados próximos, policiais e soldados armados com fuzis e metralhadoras estavam de serviço.

### Golpeando Arriba
Em 22 de janeiro de 1959, Fidel Castro explicou aos jornalistas reunidos no Salão Copa do hotel Havana Riviera, entre outros assuntos, que bater para cima - "golpear arriba" - era um dos "conceitos falsos sobre a revolução" porque "a tirania não é um homem; a tirania é um sistema (...) Nunca fomos partidários do tiranicídio ou dos golpes militares, [que tendiam] a inculcar no povo um complexo de impotência" Poucos meses antes, Castro havia repreendido Che Guevara por ter assinado um pacto com Rolando Cubela, tenente de Chomón na guerrilha DR-13-3 nas montanhas do Escambray, o "Pacto do Pedrero". A carta é datada em Palma Soriano, em 26 de dezembro de 1958; parte dela diz:

"Você está cometendo um grave erro político ao compartilhar sua autoridade, seu prestígio e sua força com o Diretório Revolucionário. Não faz sentido formar um pequeno grupo cujas intenções e ambições conhecemos tão bem e que no futuro será uma fonte de problemas."

### Massacre de Humboldt 7
O fracasso dos ataques levou a uma repressão policial generalizada contra militantes anti-Batista, muitas vezes envolvendo execuções extrajudiciais de revolucionários, independentemente de estarem armados ou revidando. Em 20 de abril de 1957, quatro revolucionários desarmados da DRE que estavam envolvidos no ataque foram mortos a tiros pela polícia de Havana enquanto tentavam fugir do esconderijo de seu apartamento durante uma operação. O evento gerou críticas generalizadas à polícia e, após a revolução, resultou na prisão, julgamento e execução (1964) de Marcos Rodriguez "Marquitos", outro revolucionário que traiu os quatro homens.